# Tim Hardin

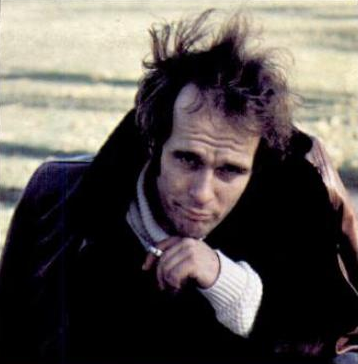
Tim Hardin

Tim Hardin (* 23. Dezember 1941 in Eugene, Oregon, USA; † 29. Dezember 1980 in Los Angeles) war ein US-amerikanischer Folk- und Bluesrock-Musiker, dessen Kompositionen vor allem durch die Interpretationen anderer bekannt wurden.

## Leben
Mit 18 Jahren verließ Hardin, der Sohn einer Konzertmeisterin und eines Marine-Jazzbassisten (kein, wie behauptet wurde, Nachkomme des Desperados und Revolverhelden John Wesley Hardin), die High School, um sich bei den Marines einzuschreiben. Mit den Marines kämpfte er in Indochina und wurde dort drogenabhängig. Nachdem er dort entlassen worden war, zog er 1961 nach New York, wo er kurz die American Academy of Dramatic Arts besuchte. Er musste sie jedoch bald verlassen, nachdem er dort zu oft dem Unterricht ferngeblieben war. Nun begann er, nachdem er sich zunächst mühsam von seiner Sucht nach harten Drogen befreit hatte, sich auf seine musikalische Karriere als Sänger, sich selbst begleitend auf Gitarre und Klavier, zu konzentrieren, indem er rund um das Greenwich Village als Bluesmusiker auftrat.
Nachdem er den Manager Erik Jacobsen getroffen hatte, entwickelte er zunehmend seinen eigenen Stil und begann, Eigenkompositionen zu verfassen. Zu dieser Zeit (1966) lebte er mit Lenny Bruce zusammen und erstellte erste Demoaufnahmen.
- Bei den Aufnahmen zu TIM HARDIN 1 war er wegen seiner Rauschgiftabhängigkeit oft in schlechter Verfassung; viele Arrangements wurden ohne sein Zutun produziert. Dennoch ist sein Debütalbum von 1966 ein Meilenstein der modernen Popmusik; hier verbinden sich Blues, Folk, Country und Soul.
- Für TIM HARDIN 2 mussten die Produzenten Charles Koppelman und Don Rubin Tim Hardin allein mit Gesang und Gitarre aufnehmen und den Rest der Arrangements ohne ihn darum bauen, da er sich zu dieser Zeit schon nur noch schwer lange konzentrieren konnte und seine Songs ständig umstrukturierte und neu interpretierte.
- TIM HARDIN 3, ein Livealbum, erschien 1968. Zum größten Teil wird Material der ersten beiden Alben geboten. Die Interpretationen unterscheiden sich zum Teil aber sehr von den Studiofassungen.
- TIM HARDIN 4 enthielt nur frühe Blues-Aufnahmen, die lediglich veröffentlicht wurden, um Hardin und nicht zuletzt der Plattenfirma schnelles Geld zu bringen. Die Qualität dieser Aufnahmen liegt unter seinem sonstigen Niveau.
- Sein Album Suite for Susan Moore and Damion-We Are-One, All in One von 1969 wurde dann komplett in seinem Haus aufgenommen, um sicherzustellen, dass Hardins inspirierte Phasen direkt eingefangen werden konnten. Das Ergebnis ist eine minimalistische Blues-Folk-Platte.
- Vor allem in den späten 1960er-Jahren veröffentlichte er eine beeindruckende Anzahl an Arbeiten in den Stilrichtungen Blues, Jazz und Folk (Tim Hardin 1, 2 und Suite), ohne jedoch jemals bei der breiten Masse großen Erfolg zu haben.

Mitgenommen durch seinen Heroinkonsum, mit dem er schon früh in seiner Karriere begann, wurden Hardins Alben Ende der 1960er-Jahre unbeständig und seine kommerziellen Chancen schwanden, obwohl er es im Jahr 1969 schaffte, auf dem Woodstock-Festival aufzutreten; sein über eine Stunde dauernder Auftritt wurde jedoch im Film nicht berücksichtigt. Aufgrund häufiger Probleme mit Drogen, seines schlechten Gesundheitszustandes und mangels neuen Materials stellte er nach Nine (1973) kein neues Album mehr fertig.
Sein alter Freund Phil Freeman organisierte im Jahr 1980 ein Konzert, das The Homecoming Concert genannt wurde. Begleitet von Gitarre und Piano zeigt sich Hardin auch auf dieser Live-Aufnahme (der letzten vor seinem Tod) sehr vital. Kurz danach begann er auch mit dem Schreiben und Produzieren neuer Songs. Das postume Album Unforgiven (1981) legt mit acht Stücken davon Zeugnis ab.
Tim Hardin verstarb im Jahr 1980 an einer Überdosis Heroin und Morphin und wurde auf dem Twin-Oaks-Friedhof in Turner in seinem Heimatstaat Oregon beigesetzt.

## Diskografie
- Tim Hardin 1 (1966)
- Tim Hardin 2 (1967)
- This is Tim Hardin (1967)
- Tim Hardin 3 Live in Concert (1968)
- Tim Hardin 4 (1969)
- Suite for Susan Moore and Damion-We Are-One, All in One (1969)
- The Best Of Tim Hardin (1969)
- Bird on a Wire (1971)
- Painted Head (1972)
- Nine (1973)
- Unforgiven (1981)
- The Homecoming Concert (1981)
- The Tim Hardin Memorial Album (1981)
- The Shock of Grace (1981)
- Reason to Believe (Best Of) (1990)
- Hang On to a Dream: The Verve Recordings (1994)
- Simple Songs Of Freedom: The Tim Hardin Collection (1996)

## Cover-Versionen
Viele seiner Lieder, oft langsam und sehr gefühlvoll, wurden später jedoch durch zahlreiche Cover-Versionen bekannt:
- Reason to Believe: Rod Stewart, Wilson Phillips, Cher, Lobo, Johnny Cash, Ian & Sylvia, Bobby Darin, Glen Campbell
- Eulogy to Lenny Bruce: Nico
- Lady Came From Baltimore: Scott Walker, Johnny Cash, Joan Baez, Cliff Richard, Bob Dylan
- Green Rocky Road: Fred Neil (wird jedoch gleichermaßen Neil und Hardin zugeschrieben)
- If I Were a Carpenter: Bobby Darin (Top-Ten-Hit), Joan Baez, Johnny Cash, Leslie West, Small Faces, Chicken Shack, Four Tops, Robert Plant, John Pearse, Bob Seger, Dolly Parton
- Red Balloon: Small Faces, Paul Weller
- Black Sheep Boy: Don McLean, Joel Grey, Okkervil River, Scott Walker, Paul Weller
- How Can We Hang On to a Dream: The Nice, Marianne Faithfull, Emerson, Lake & Palmer, Nazareth, Cliff Richard, The Moody Blues, Gandalf, Françoise Hardy, Fleetwood Mac, The Lemonheads, The Lightning Seeds